# 訾玉甫旧居
訾玉甫旧居建于1920年，是永发顺木器行资东訾玉甫在天津的故居。位于当时的天津英租界的新加坡道（Singapore Road）（今和平区大理道37号），该建筑目前是天津市文物保护单位和一般保护等级历史风貌建筑,并作为天津五大道近代建筑群的重要组成部分，被中华人民共和国国务院批准为全国重点文物保护单位。该建筑现为天津市卫生局幼儿园。

## 建筑

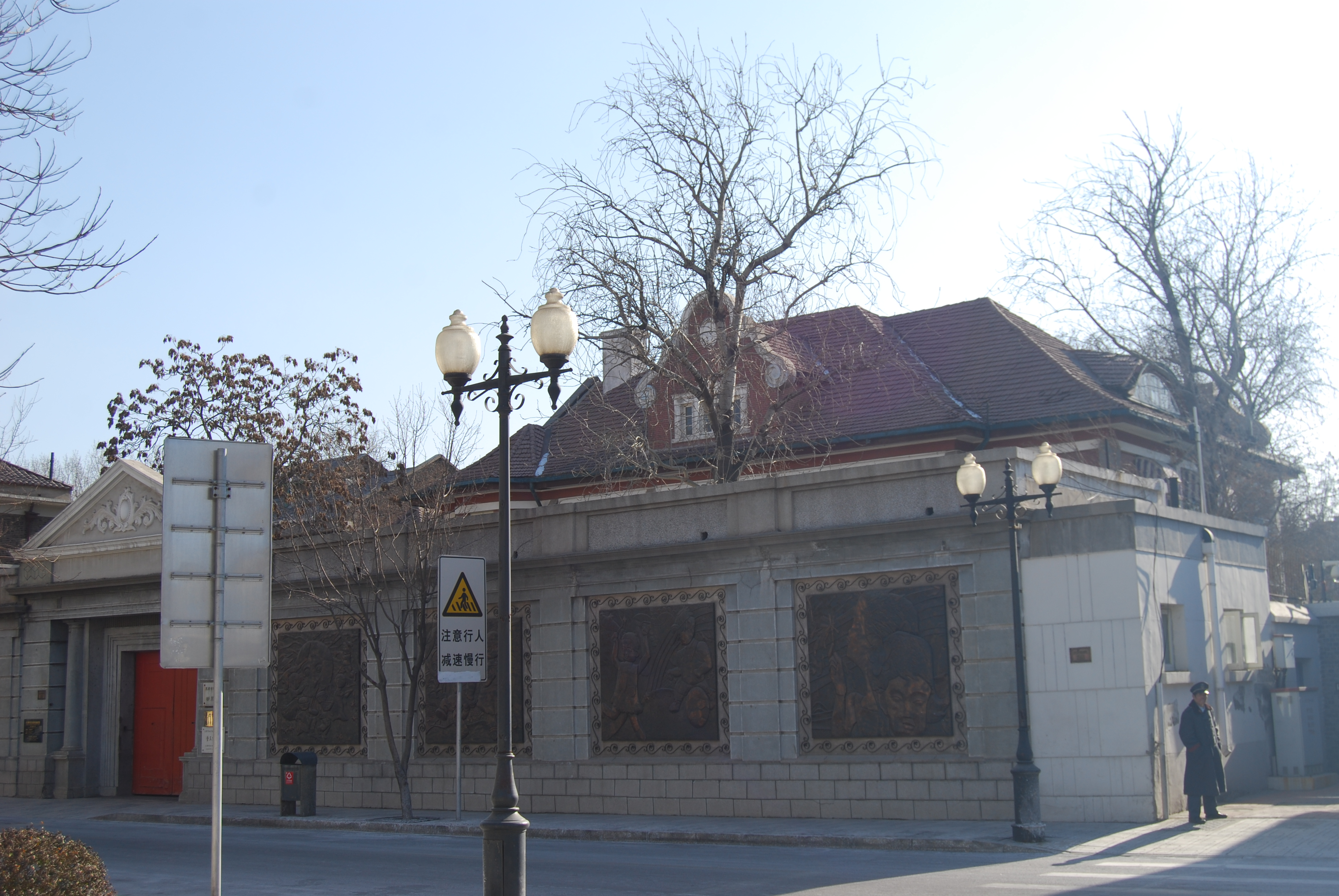

訾玉甫旧居该楼东抵河北路，南临睦南道，西抵桂林路，北沿大理道。为一座二层砖木结构建筑，外立面为红砖清水墙，顶部为红色多坡瓦顶。该建筑正面的顶层设有角楼式阁楼天窗，入口处设有石头台阶，上方设有由四根白色方柱支撑的白色带装饰护栏的半圆形阳台并形成半封闭式门厅过廊。建筑的门窗以白色水泥镶边。